# Elfquest
Elfquest è un fumetto fantasy ideato dai coniugi americani Wendy e Richard Pini. Pubblicato con discreto successo negli Stati Uniti a partire dal 1978, è stato serializzato in Italia dalla casa editrice Macchia Nera dal 1997 al 2000, anno in cui il fallimento della casa editrice stessa portò alla chiusura anticipata della serie.
Il fumetto narra delle peripezie di una tribù elfica, i Wolfriders, ed in particolare del loro capo Cutter, che in un fantastico mondo parallelo con due lune vagano alla ricerca dei propri simili e della propria storia.

## La storia editoriale

### In America
La prima storia di Elfquest, intitolata Fire and flight, venne pubblicata negli Stati Uniti nella primavera del 1978, sul primo numero di Fantasy quarterly dell'etichetta indipendente Independents Publishers Syndicate. Tuttavia, la collana chiuse dopo il primo numero a causa del fallimento dell'editore. Gli autori di Elfquest, Wendy e Richard Pini, tentarono allora l'autoproduzione e, seguendo quanto aveva fatto solo qualche mese prima Dave Sim, creatore di Cerebus, fondarono una loro casa editrice, la WaRP Grafics (dall'acronimo dei loro nomi, Wendy and Richard Pini). La WaRP iniziò la pubblicazione della prima serie di Elfquest nell'agosto 1978 (anche se la prima storia, Fire and flight, venne ristampata solo nell'aprile 1979). La WaRP continuò a pubblicare le tre serie principali della saga, in un'unica collana, fino al 1990 per poi dare alle stampe, in seguito al successo che il fumetto ebbe in America, numerose altre collane, fino ad un massimo di quattro pubblicazioni mensili, contenenti miniserie e spin-off della saga, con storie scritte anche da altri disegnatori e autori, pur se sotto il diretto controllo dei coniugi Pini.
Nel 1985 la Marvel comics ristampò, nella sua collana Epic, i primi 32 episodi della saga, in una nuova veste grafica a colori.
Nel 2003, dopo più di 25 anni di autopubblicazione, la WaRP cedette tutti i diritti del fumetto (e del relativo merchandising) alla DC comics, pur mantenendo il controllo creativo della serie. Attualmente, la casa editrice di Superman sta ristampando cronologicamente tutte le serie di Elfquest, affiancando inoltre ad essa delle miniserie e dei numeri speciali in volume, come The Elfquest 25th Anniversary Special, antologia celebrativa dei primi 25 anni del fumetto.

### In Italia
I diritti per l'edizione italiana di Elfquest vennero acquistati dalla casa editrice Macchia nera, che iniziò a pubblicare il fumetto a partire dal marzo 1997, in un'edizione spillata in bianco e nero che racchiudeva due o, sporadicamente, tre episodi per numero. Pur conquistandosi un fedele gruppo di appassionati lettori, la serie italiana, redatta da Francesco Artibani e arricchita dagli articoli di approfondimento fantasy di Alessandro Bottero, non fu un grande successo, costringendo la casa editrice a diminuirne le pagine e ad aumentarne il prezzo a partire dal n. 19 dell'aprile 1999. La serie venne infine interrotta al numero 33, corrispondente all'ultimo numero della serie Anni nascosti, lasciando tristemente incompiuta, in Italia, parte della trama iniziata su questa serie, che sarebbe dovuta continuare su Shards.

## Le serie
Elfquest si compone di tre serie principali, che racchiudono il cuore della saga, pubblicate negli Stati Uniti tra il 1978 e il 1990. Ad esse si sono aggiunte, a partire dal 1992, altre 9 serie, che approfondiscono alcune tematiche presenti nella saga principale, raccontano le vicende private di alcuni personaggi secondari, o esplorano il background dell'universo di elfquest, narrando ad esempio avvenimenti accaduti precedentemente all'inizio della saga, o il lontano futuro del mondo delle due lune.

### Le serie principali
(NB per le serie pubblicate in Italia, il titolo originale è posto tra parentesi.)
- Elfquest (Elfquest original serie), 20 episodi, pubblicata in Italia su Elfquest nn. 1-10.
- Assedio alla montagna azzurra (Siege at the blue mountain), 8 episodi, pubblicata in Italia su Elfquest nn. 11-14.
- I sovrani della ruota spezzata (Kings of the broken wheel), 9 episodi, pubblicata in Italia su Elfquest nn. 15-18.

### Le serie successive
- Anni nascosti (Hidden yars), 29 episodi, pubblicati in Italia su Elfquest 19-33. Questa è stata l'ultima serie pubblicata in Italia, le serie seguenti sono attualmente inedite in Italia.
- Shards, 16 episodi.
- New blood, 35 episodi.
- Blood of ten chiefs, 20 episodi.
- The rebels, 12 episodi.
- Jink, 12 episodi.
- Kahvi, 6 episodi.
- Two-Spears, 5 episodi.
- Wavedancers, 4 episodi.

## La storia

### Background
Gli elfi compaiono nel mondo delle due lune circa 10.000 anni prima degli eventi raccontati nella prima serie. I primi elfi, chiamati nel fumetto "Elfi Alti", erano viaggiatori provenienti da un lontano pianeta, che abbandonarono per cercare nuove forme di vita. A causa di un incidente, rimasero imprigionati, con la loro astronave a forma di Palazzo, nel Mondo delle Due Lune, e da allora i loro discendenti lottano per sopravvivere in un mondo ostile.

### Elfquest (prima serie)
Scacciati dai brutali umani dalla foresta che abitavano da millenni, una tribù elfica silvana che vive in comunione con i lupi, i Wolfriders, guidati dal giovane capo Cutter, sono costretti ad emigrare verso terre per loro sconosciute, oltre il deserto. Qui scoprono l'esistenza di un'altra popolazione elfica, che chiama se stessa "Il popolo del sole", e vive una pacifica esistenza ai confini del deserto. Dopo un primo incontro violento, i Wolfrider trovano accoglienza tra i loro gentili simili, arrivando ad una pacifica convivenza, e lo stesso Cutter sposa un'elfa del luogo dai poteri taumaturgici, Leetah, e ha da lei due gemelli. Ma un giorno, Cutter decide di lasciare la sua tribù e di avviarsi alla ricerca di altre tribù elfiche sparse per il mondo, accompagnato dal fedele amico Skywise. Attraverso molte peripezie, i due giungono così a incontrare nuovi popoli elfici: gli alti e antichi Alianti, governati dal saggio Lord Voll e dalla perfida Winnowill, e i bellicosi Coloro che ritornato (Go-backs in inglese), che vivono nel gelido nord. Con l'aiuto di questi ultimi Cutter e Skywise, raggiunti nel frattempo dal resto della tribù, combattono una sanguinosa guerra contro i troll, riconquistando infine il palazzo perduto dei loro antenati e scoprendo la verità sull'origine della loro razza.

### Assedio alla Montagna Azzurra
La tranquilla vita dei Wolfrider, stabilitisi in una nuova selva, viene stravolta quando il figlio della giovane wolfrider Aurora viene rapito da Winnowill, crudele e potente signora degli elfi Alianti, che ha bisogno di giovani per assicurare il futuro del suo popolo, ormai incapace di fare figli. Nel tentativo di recuperare il proprio figlio, anche la stessa Aurora cade prigioniera della malvagia elfa. Cutter e i suoi Wolfrider sono perciò costretti ad assaltare la Montagna Azzurra, covo di Winnowill e degli Alianti, aiutati dal Popolo del Sole e da una tribù di umani oppressi da Winnowill. In seguito a una dura lotta, Winnowill viene sconfitta e abbandonata su di un'isola deserta, nella speranza che non possa fare altri danni, e gran parte dei suoi Alianti rimangono uccisi nel crollo della Montagna Azzurra stessa.

### I sovrani della ruota spezzata
Suntop, giovane figlio di Cutter e di Leetah, percepisce tramite i suoi poteri magici, un grido d'aiuto proveniente dalle lontane terre oltre l'oceano. I suoi genitori, insieme a gran parte della tribù dei Wolfriders, decidono perciò di investigare sull'origine di quel misterioso grido. Attraversato così l'oceano grazie ai poteri del Palazzo, giungono in una nuova terra del tutto inesplorata. Dopo varie ricerche, diventa infine chiaro che l'urlo udito dal bambino proviene in realtà da un lontano futuro, ed è in realtà la disperata richiesta d'aiuto lanciata dagli Elfi Alti, i lontani antenati degli elfi di Cutter, che sarebbero comparsi nel mondo delle due lune più di 10.000 anni più tardi, prima di essere scaraventati indietro nel tempo dallo stesso incidente che li avrebbe imprigionati per sempre in quel mondo. A quel punto Rayek, antico spasimante di Leetah, decide di tentare un disperato salvataggio in extremis per impedire il disastro, e modificare la storia, ma Cutter si oppone a questa decisione che stravolgerebbe così tante vite. Rayek, allora, utilizza i suoi grandi poteri per proiettare il Palazzo nel futuro, e tentare di attuare il suo piano, portando con sé anche Leetah, i due figli di Cutter Suntop ed Ember e Skywise. Ai wolfrider impotenti -e al disperato Cutter- non resta altro da fare se non aspettare il lontano tempo futuro in cui il Palazzo riapparirà con i suoi occupanti. I wolfrider trascorrono così più di 500 anni, attendendo il ritorno dei loro cari, fin quando Cutter, non decide di farsi avvolgere dalle tele dei Drappeggiatori, dei folletti capaci di tessere magiche tele che sospendono il tempo di chi vi è avvolto dentro. In questo modo, i wolfrider trascorrono il tempo restante in animazione sospesa, vegliati dai troll, fin quando, nel lontano futuro, non escono dal magico sonno per bloccare il piano di Rayek -che avrebbe cancellato dalla storia tutti i discendenti degli elfi alti- e a ricongiungersi con i loro cari.

### Anni nascosti
Questa serie può essere suddivisa in due parti; una prima, costituita da brevi storie autoconclusive, della durata di 10 numeri, in cui si narrano alcune vicende accadute ai Wolfrider nei 500 anni trascorsi ne I sovrani della ruota spezzata. Nella seconda parte, invece, si riprende il filo narrativo nel punto in cui si era interrotto alla fine della serie precedente: gli elfi, di nuovo riuniti, devono affrontare gli umani che, grazie a Winnowill, si sono impossessati del Palazzo.

## Le tribù elfiche di Elfquest
Nella serie principale di Elfquest si incontrano quattro differenti tribù elfiche, discendenti dai primi Elfi che si dispersero nel Mondo delle Due Lune dopo l'arrivo sul pianeta, ognuna contraddistinta dalle proprie peculiarità.

### Wolfriders
Quella dei Wolfrider è la tribù a cui appartiene Cutter il protagonista della serie; sono elfi di piccole dimensioni (circa 100–110 cm), avvezzi alla vita nei boschi, abili nella caccia e nella lotta. A differenza delle altre razze, hanno una vita limitata (mentre gli altri elfi del fumetto sono immortali), perché nelle loro vene scorre in parte sangue di lupo, in quanto la loro capostipite Timmain si trasformò in lupo e si accoppiò con questi animali nel tentativo di integrarsi nel nuovo mondo. A causa di questa inedita mescolanza, i Wolfrider hanno acquisito caratteristiche ferine (forza, agilità, resistenza), hanno perso gran parte delle loro capacità magiche, e hanno stretto un legame di fratellanza con i lupi, che essi considerano parte integrante della loro tribù (da cui il loro nome).

### Popolo del Sole
Il Popolo del Sole è una tribù di pacifici elfi che vivono un'esistenza di contadini, protetti dalle montagne che delimitano il deserto. Hanno la carnagione scura, la stessa taglia dei Wolfrider e modi gentili, amanti della danza, delle arti e della vita.

### Alianti
Nobili e altezzosi, gli Alianti sono una popolazione di elfi che abitano all'interno del solitario monte chiamato Montagna Azzurra. Sono una popolazione chiusa, che si è isolata dal mondo in seguito all'arrivo sul pianeta, e che per questo si considera come l'unica vera discendente dei primi elfi. Hanno mantenuto infatti la stessa altezza di questi ultimi (circa 180 cm) e conservano gelosamente molte delle tradizioni e della magia proprie degli antichi elfi; tra i loro poteri più notevoli vi è la capacità di volare (da cui il loro nome); sono soliti addestrare dei rapaci giganti ed utilizzarli per la caccia e la difesa. La maggior parte di loro è defunta nel crollo della Montagna Azzurra, avvenuto nell'ultimo numero di Assedio alla Montagna Azzurra.

### Coloro che Ritornano
Fieri, indipendenti e bellicosi, amanti delle armi e della guerra, Coloro che Ritornano sono una popolazione di elfi che vive nel gelido Nord, nei pressi delle montagne abitate dai troll. Originariamente nomadi, conducono da lungo tempo una guerra con questi ultimi, nel tentativo di aprirsi una via attraverso le montagne per riuscire a ritornare al perduto Palazzo dei primi elfi (da cui il loro nome). Tale guerra viene vinta con l'aiuto dei Wolfrider alla fine della prima serie, e da allora questa tribù si è autoeletta custode del Palazzo, pur senza disdegnare occasionale scaramucce con i troll superstiti.

## Personaggi
Il mondo di Elfquest, evolutosi in più di 25 anni di pubblicazioni, consta di più di 650 personaggi. Di molti di loro, all'interno della saga, è stata delineata la storia personale e le peculiarità caratteriali, al punto che una distinzione netta tra personaggi principali e secondari è difficile. Ad ogni modo, vengono di seguito presentati i personaggi veramente rilevanti per la trama, divisi per tribù.

### Wolfriders
- Cutter, undicesimo capo dei Wolfrider, è il protagonista della serie principale. Deciso e intraprendente, sempre aperto al cambiamento, guida la sua tribù dapprima oltre il deserto, conducendola all'incontro con gli elfi del Popolo del sole, e poi sempre più lontano, in una fino a quel momento inedita ricerca dell'origine della propria razza.
- Skywise, fedele amico di Cutter, al quale, dopo la morte dei genitori, si è affezionato come un fratello, Skywise deve il suo nome alla sua passione per le stelle e le costellazioni. Possiede un frammento di magnetite, che spesso utilizza come talismano e come bussola. Rinuncia al suo sangue di lupo, alla fine della serie I sovrani della ruota spezzata.
- Strongbow, provetto arciere, è considerato il custode delle tradizioni della tribù. Profondamente conservatore, si scontra spesso con Cutter, che possiede invece una mentalità molto più aperta ed incline al cambiamento.
- Ember, figlia di Cutter e di Leetah, gli succede per breve tempo alla guida della tribù nella serie Anni nascosti. Subisce a volte l'eccessiva protezione del padre, preoccupato di perderla nuovamente dopo essere stato per tanto tempo separato da lei ne I sovrani della ruota spezzata, ma di solito si ribella fieramente ad esso.
- Suntop, figlio di Cutter e di Leetah, possiede dei notevoli poteri magici, in parte ancora sconosciuti, fra i quali la capacità di "percepire" la magia, e la telepatia a lunghe distanze.

### Popolo del Sole
- Leetah, compagna di Cutter, è un'elfa dai notevoli poteri taumaturgici. Di indole gentile, è tuttavia capace di notevole caparbietà quando deve lottare per salvare una vita, o per proteggere chi ama.
- Rayek, antico spasimante di Leetah, spavaldo, egocentrico, affamato di gloria ma anche fermamente deciso a migliorare il futuro dei propri simili, Rayek è un elfo dotati di grandi poteri, che tenta di accrescere quotidianamente con disciplina. Sebbene fondamentalmente animato da buone intenzioni, i suoi tentativi di riportare la razza elfica agli antichi splendori, spesso piuttosto drastici, lo portano più volte in contrasto con Cutter.
- Savah, considerata la "madre della memoria" del Popolo del Sole, è un'elfa antica e saggia, discendente diretta dei primi elfi, che come una madre bonaria veglia su quelli che considera essere i suoi figli.

### Alianti
- Winnowill, elfa dai grandi poteri, glaciale e tenebrosa, Winnowill è convinta che gli unici elfi degni di vivere siano quelli che hanno mantenuto intatto il sangue dei loro antichi antenati, e dedica tutta se stessa al restauro degli splendori della sua razza, tentando al contempo di eliminare tutti coloro che considera "impuri". Si è per questo motivo scontrata più volte con Cutter e i suoi Wolfrider, dei quali rappresenta la principale nemesi.
- Voll, antichissimo signore degli Alianti, erede diretto dei primi venuti, Voll è un elfo pacato e saggio, sebbene freddo e distaccato a causa dell'incredibile carico di anni che porta sulle spalle. Dopo aver recuperato un po' di umanità in seguito all'incontro con i Wolfrider, viene ucciso dai troll nel tentativo di tornare al palazzo degli elfi alti.
- Tyldak, curioso elfo alato, possiede ali membranose, simili a quelle dei pipistrelli, donategli da Winnowill grazie ai suoi poteri. Inizialmente succube della sua perfida padrona, si ribella infine ad essa. Dall'unione con la Wolfrider Aurora ha un figlio, Windkind, dotato dei suoi stessi poteri di levitazione.

### Coloro che Ritornano
- Kahvi, bellicoso capo di Coloro che Ritornano, è un'elfa amante della guerra, decisa ed impulsiva. Come la maggior parte del suo popolo, considera la magia una debolezza inadatta ai guerrieri, e vive con l'unico scopo di combattere per riconquistare il Palazzo degli elfi alti. Ha una figlia, Venka, in seguito a una sua breve storia con Rayek.